# عدوى فيروس إبشتاين بار
توجد أشكال عدة لعدوى فيروس إيبشتاين-بار (إي بي في) (بالإنجليزية: Epstein–Barr virus infection)‏، وتشمل كلًا من العدوى اللاعرضية، والعدوى الأولية، وكثرة الوحيدات العدوائية ، وتطور العدوى الأولية أو اللاعرضية إلى: 1) أي مرض من أمراض التكاثر اللمفاوي المرتبطة بفيروس إيبشتاين-بار مثل عدوى إي بي في المزمنة النشطة، وعدوى إي بي في + داء البلعمة، ولمفومة بيركيت، ولمفومة الخلايا البائية الكبيرة إيجابية فيروس إي بي في، غير محددة بخلاف ذلك)؛ و2) السرطانات غير اللمفاوية مثل سرطان المعدة المترافق مع إصابة بفيروس إيبشتاين-بار، وساركومة الأنسجة الرخوة وساركومة العضلة الملساء وسرطانات البلعوم الأنفي؛ و3) الأمراض غير التكاثرية اللمفاوية المرتبطة بفيروس إيبشتاين-بار مثل بعض حالات الاضطرابات المناعية: التصلب المتعدد والذئبة الحمامية الجهازية، واضطرابات الطفولة مثل متلازمة أليس في بلاد العجائب والرنح المخيخي الحاد.

## الأعراض
يُذكر من أعراض كثرة الوحيدات العدوائية الحمى والتهاب الحلق وتضخم الغدد الليمفاوية. قد يحدث تورم في الطحال أو إصابة كبدية في بعض الأحيان. نادرًا ما تظهر مشكلات قلبية أو عصبية مركزية، علمًا أن كثرة الوحيدات العدوائية لا تؤدي إلى الوفاة أبدًا. لا توجد ارتباطات معروفة بين عدوى إي بي في النشطة ومشكلات فترة الحمل، مثل الإجهاض أو العيوب الخلقية. مع أن أعراض كثرة الوحيدات العدوائية تزول عادةً في غضون شهر أو شهرين، يظل فيروس إي بي في كامنًا أو هاجعًا في عدد قليل من الخلايا في الحلق والدم بقية حياة الشخص. قد ينشط الفيروس بصورة دورية، ويشيع وجوده في لعاب المصابين. قد يعبر الفيروس المعاد تنشيطه بعد مرحلة الهجوع حاجز المشيمة لدى النساء الحوامل (إيجابيات المصل أيضًا) عبر البلاعم وعليه قد يصاب الجنين. تعود الإصابة أيضًا لدى بعض الأفراد إيجابيي المصل سابقًا. في المقابل، لا تترافق عادة إعادة تنشيط الإصابة لدى البالغين مع أعراض المرض.
يسبب إي بي في أيضًا عدوى كامنة مدى الحياة في بعض خلايا الجهاز المناعي للجسم. يُذكر من الإصابات اللاحقة التي تحدث في عدد قليل جدًا من حاملي هذا الفيروس كل من لمفومة بيركيت وسرطان البلعوم الأنفي؛ نوعان نادران من السرطانات. يبدو أن إي بي في يؤدي دورًا مهمًا في تطور هذه الأورام الخبيثة، لكنه لا يمثل بالضرورة السبب الوحيد للمرض.
سبق أن أصيب معظم الأفراد المخالطين لمرضى كثرة الوحيدات العدائية بفيروس إي بي في وليسوا معرضين لخطر الإصابة به، مع الأخذ بالاعتبار أن انتقال الفيروس يتطلب التلامس الوثيق مع لعاب الشخص المصاب (الموجود في الفم). لا ينتقل الفيروس عادة من طريق الهواء أو الدم. تصل فترة الحضانة بين الإصابة وظهور الأعراض إلى 4 أسابيع بصورة شائعة، علمًا أنها تتراوح بين 2 و6 أسابيع. قد يستمر مرضى كثرة الوحيدات العدائية بكونهم ناقلين للمرض مدة أسابيع. على أي حال، لا يوصى بأي احتياطات خاصة أو إجراءات عزل، إذ يشيع وجود الفيروس أيضًا في لعاب الأشخاص الأصحاء. في الواقع، يحمل العديد من الأشخاص الأصحاء الفيروس وينقلوه بصورة متقطعة مدى الحياة. عادة ما يمثل هؤلاء المستودع الأساسي لانتقال العدوى من شخص لآخر، ولهذا السبب، يُعد منع انتقال الفيروس شبه مستحيل.
يُقترح وضع التشخيص السريري لعدوى كثرة الوحيدات العدوائية استنادًا إلى أعراض الحمى والتهاب الحلق وتضخم الغدد الليمفاوية وعمر المريض. توجد عادةً حاجة إلى الفحوصات المخبرية لتأكيد التشخيص. تشمل النتائج المصلية لمرضى كثرة الوحيدات العدوائية ارتفاع عدد كريات الدم البيضاء، وزيادة نسبة بعض خلايا الدم البيضاء غير النمطية، وإيجابية اختبار «البقعة الأحادية».

## التشخيص والعلاج
يمكن في تشخيص هذا المرض اللجؤ إلى أحد الاختبارات الدموية لكشف الإصابة بالمرض. وتتحسن حالة معظم المرضى خلال فترة أسبوعين إلى أربعة أسابيع. لكن المصاب قد يشعر بالتعب لبضعة أشهر بعد الشفاء. تركز المعالجة على تخفيف الأعراض، وتتضمن تناول الأدوية التي تخفف الألم وأعراض الحمى، بالإضافة إلى الغرغرة بالماء الفاتر مع الملح وشرب الكثير من السوائل ونيل قسط وافر من الراحة.

## وصلات إضافية
- CDC website on EBV
- www.healthocrates.com - Article about Epstein-Barr Virus